# حزمة توسعة
حزمة توسعة (بالإنجليزية:Expansion pack) هو إصدار يأتي بعد لعبة فيديو موجودة أصلا، وتضم التطويرات عادة مناطق جديدة، أسلحة، أشياء، و\ أو امتداد لحكاية اللعبة. ويتم تحريرها وإطلاقها عادة من طرف نفس الشركة المنتجة للعبة الأصل.